# Ptocadica
Ptocadica is een geslacht van kevers uit de familie bladkevers (Chrysomelidae).
De wetenschappelijke naam van het geslacht werd in 1876 gepubliceerd door Edgar von Harold.

## Soorten
- Ptocadica tica Duckett & Moya, 1999